# Klittstjärnen
Klittstjärnen är en sjö i Älvdalens kommun i Dalarna och ingår i Dalälvens huvudavrinningsområde. Sjön har en area på 0,111 kvadratkilometer och ligger 498,1 meter över havet. Sjön avvattnas av vattendraget Galån.

## Delavrinningsområde
Klittstjärnen ingår i det delavrinningsområde (684025-135561) som SMHI kallar för Inloppet i Grindsjön. Medelhöjden är 514 meter över havet och ytan är 12,85 kvadratkilometer. Det finns inga avrinningsområden uppströms utan avrinningsområdet är högsta punkten. Galån som avvattnar avrinningsområdet har biflödesordning 5, vilket innebär att vattnet flödar genom totalt 5 vattendrag innan det når havet efter 513 kilometer. Avrinningsområdet består mestadels av skog (82 procent) och sankmarker (11 procent). Avrinningsområdet har 0,19 kvadratkilometer vattenytor vilket ger det en sjöprocent på 1,5 procent.